# NGC 1338
NGC 1338 è una galassia a spirale intermedia situata nella costellazione dell'Eridano, a una distanza di circa 112 milioni di anni luce dalla nostra Via Lattea.

## Scoperta
La galassia è stata scoperta il 15 dicembre 1884 dall'astronomo francese Édouard Stephan.

## Descrizione
NGC 1338 ha una classe di luminosità II e presenta una larga riga a 21 cm dell'idrogeno neutro.